# Lisková
Lisková (in ungherese Liszkófalu) è un comune della Slovacchia facente parte del distretto di Ružomberok, nella regione di Žilina.
Diede i natali a Vavro Šrobár (1867-1950), primo ministro slovacco e presidente della Matica slovenská.